# Ignacio Rodríguez Bahena
Ignacio Rodríguez Bahena (Zacatepec de Hidalgo, 12 giugno 1956 – Zacatepec de Hidalgo, 19 maggio 2025) è stato un calciatore e allenatore di calcio messicano, di ruolo portiere.

## Carriera
Fece parte della nazionale messicana al campionato mondiale di calcio 1986.

## Palmarès

### Giocatore

#### Competizioni nazionali
- Liga de Ascenso de México: 1

Morelia: 1981

#### Competizioni internazionali
- CONCACAF Champions League: 1

Atlante: 1983

### Allenatore

#### Competizioni nazionali
- Liga de Ascenso de México: 1

Irapuato: Clausura 2011